# Ruellia pedunculata
Ruellia pedunculata là một loài thực vật có hoa trong họ Ô rô. Loài này được Torr. ex A. Gray miêu tả khoa học đầu tiên năm 1878.